# Joseph Charles Hippolyte Crosse
Joseph Charles Hippolyte Crosse (Parigi, 1º  ottobre 1826 – 7 agosto 1898) è stato uno zoologo francese.
Con Paul Henri Fischer (1835-1893) è stato co-editore del Journal de Conchyliologie (dal 1861). Crosse è stato autore di oltre 300 lavori su molluschi.

## Pubblicazioni
- Notice sur les bulimes de la Nouvelle-Calédonie, et description de deux espèces nouvelles (1855).
- Descriptions de coquilles nouvelles (1859).
- Un Mollusque bien maltraité, ou Comment M. Victor-Hugo comprend l'organisation du poulpe (1866).
- Diagnoses molluscorum novorum Guatemalae et Reipublicae mexicanae (1868).
- Études sur les mollusques terrestres et fluviatiles du Mexique et du Guatémala (con Paul Henri Fischer, 1870-1900).
- Contribution à la faune malacologique de Nossi-Bé et de Nossi-Comba (1882).
- Histoire physique, naturelle et politique de Madagascar, publiée par Alfred Grandidier. Volume XXV. Histoire naturelle des mollusques (con Paul Fischer, 1889).
- Faune malacologique terrestre et fluviatile de la Nouvelle-Calédonie et de ses dépendances (1894).

| Crosse è l'abbreviazione standard utilizzata per le specie animali descritte da Joseph Charles Hippolyte Crosse. Categoria:Taxa classificati da Joseph Charles Hippolyte Crosse |